# ديك الصخر الأنديزي
ديك الصخر الأنديزي (الاسم العلمي: Rupicola peruvianus) هو عصفور كبير من الفصيلة قطنجية موطنه الأصلي غابات الأنديز الضبابية في أمريكا الجنوبية. يعتبر على نطاق واسع طائر البيرو الوطني.

## الوصف
ديك صخور الأنديز هو عبارة عن عصفور كبير يبلغ طوله حوالي 32 سم ويزن حوالي 265 غرامًا، على الرغم من أن الذكور أكبر حجمًا إلى حد ما ويمكن أن تصل أثقل الأنواع إلى 300 غرام. يمتلك الذكر عُرف كبير يشبه القرص وريش قرمزي أو برتقالي. له ذيل وأجنحة سوداء، وكتف رمادية شاحبة. أما الأنثى، فلونها بني ولديها عُرف أقل بروزًا. يكون المنقار مصفرًا عند الذكر، وداكنًا وأصفر الطرف عند الأنثى.